# Publio Marcio Vero
Publio Marcio Vero (en latín: Publius Martius Verus) fue senador romano del siglo II, que desarrolló su carrera bajo los imperios de Antonino Pío, Marco Aurelio y Cómodo. Fue cónsul en dos ocasiones, la primera como sufecto en el año 166 junto a Marco Vibio Liberal y la segunda como cónsul ordinario en el año 179 como colega del emperador Cómodo.

## Orígenes y carrera
Era natural de la colonia romana de Tolosa en la Galia Narbonensis. Una inscripción encontrada en Troesmis demuestra que era Legatus legionis de la Legio V Macedonica en Moesia inferior a principios del año 162. En ese mismo año, la Legión se trasladó bajo su mando a la pars orientalis del Imperio para participar en la Guerra pártica de Lucio Vero.
Marcio Vero luchó contra los partos bajo este último emperador, junto con Avidio Casio, y dirigió a las fuerzas romanas hacia el interior de Partia. Por sus logros, fue recompensado con un consulado sufecto en el año 166.
Aquel año, ejerció el consulado in absentia, ya que en el verano del año 166 fue nombrado gobernador de la provincia de Capadocia, puesto que desempeñó hasta el año 174/175. Según Dion Casio, Marcio Vero probablemente tuvo que tomar medidas alrededor del año 172 contra un sátrapa llamado Tirídates, que estaba causando disturbios en el vecino Armenia. Consiguió controlar la situación y reinstalar al rey cliente de Roma, Gayo Julio Sohaemus, que había sido expulsado por Tirídates.
Cuando Avidio Casio se rebeló contra Marco Aurelio en la primavera del año 175, Marcio Vero se opuso, y, cuando Casio fue asesinado, se convirtió en gobernador de la provincia de Siria en su lugar, siendo remplazado en el gobierno de Capadocia por Gayo Arrio Antonino; presumiblemente sirvió en la provincia hasta los años 177/178, ya que en el año 179 Marcio Vero fue nombrado, probablemente como agradecimiento por su lealtad en la rebelión del año 175, cónsul ordinario como colega del coemperador Cómodo y promovido al patriciado. Una inscripción muestra que fue aceptado en un colegio de sacerdotes en Roma en el año 180, que pudo haber sido el de los Salii Palatini.

## Descendencia
Su hijo, Publio Marcio Sergio Saturnino, fue cónsul ordinario en el año 198.